# 危険物質指令
危険物質指令（きけんぶっしつしれい）とは欧州経済共同体理事会で制定された危険物の取扱いに関する指令である。
2008年に、この危険物質指令(DSD) Directive 67/548/EEC は危険調剤指令(DPD) Directive 1999/45/EC とともに分類、表示と包装(CLP)規則　Regulation (EC) No 1272/2008　に置き換えられている。
正式名称は以下のとおり。
- 英語・・・Council Directive 67/548/EEC of 27 June 1967 on the approximation of laws, regulations and administrative provisions relating to the classification, packaging and labelling of dangerous substances 。
- 日本語・・・「危険な物質の分類、包装及び表示に関する法律、規則及び行政規定の摺り合わせに係る1967 年6 月27 日付け理事会指令67/548/EEC」

欧州連合加盟国との輸出入を行う場合にはこの通達を遵守する義務が生じる。付属書によって具体的な表示方法が定められている。

## 付属書一覧
- annex I ：危険物質リスト
- annex II ：シンボルと危険指示

Directive 67/548/EECが定義する、EUでの一般的な毒のシンボル。

- annex III ：危険警告句（リスクフレーズ）
- annex IV ：危険警告句（セーフティフレーズ）
- annex V ：試験方法
- annex VI ：危険の一般的分類と要求される表示
- annex VII ：ベースセットデータ
- annex VIII ：追加データ
- annex IX ：子供に開けられない締具と触知できる警告